# جيسي سميت
جيسي سميت (23 أغسطس 1996 - ) (بالإنجليزية: Jesse Smit)‏ هو لاعب كريكت جنوب أفريقي.

## وصلات خارجية
- جيسي سميت على موقع إي آس بي آن كريك إنفو (الإنجليزية)